# VR-Krankheit
VR-Krankheit, auch Virtuelle-Realitäts-Krankheit (engl. Virtual Reality Motion-Sickness), ist eine Form von Übelkeit, die mit dem Eintauchen in eine computergenerierte Umgebung auftritt. Sie kann während des VR-Erlebnisses entstehen, typischerweise beim Spielen eines Computerspiels mit einer VR-Brille, setzt sich jedoch häufig anschließend eine Zeitlang fort. Gängige Symptome sind Unwohlsein, Kopfschmerz, Übelkeit, Müdigkeit, Apathie. Bewegungsinstabilität und Stolpern können auftreten. Auch Erbrechen wurde beobachtet. Der Körper kann sich jedoch nach längerem Spielen daran gewöhnen, wenn man das Spielerlebnis zeitlich langsam steigert und Pausen zwischendurch macht.
Selbst wenn sich die Symptome ähneln, unterscheidet sich die VR-Krankheit von der Seekrankheit und auch von der Simulatorkrankheit wie zum Beispiel in Flugsimulatoren: Bei letzteren ist der Mensch physisch in Bewegung, ihm wird, zusätzlich zur visuellen, eine körperliche Veränderung präsentiert. Im Gegensatz dazu tritt die VR-Krankheit während oder nach rein visueller und akustischer Stimulation im virtuellen Raum auf, also ohne von außen induzierte Bewegung. Wegen der starken Verbreitung von VR-Brillen seit dem Jahr 2015 häufen sich die Fälle von Unwohlsein beim Eintauchen in die computergenerierten Welten. Bei einer Vielzahl von Spielen kann man sogenannte „Scheuklappen“ im Sichtbereich einstellen, die bei Bewegung die Sicht verjüngen und somit der VR-Krankheit vorbeugen. Die Forschung dazu steht erst am Anfang.

## Theorie und Praxis
Allen Vermutungen nach entsteht die VR-Krankheit dann, wenn die körperliche Selbstwahrnehmung (Propriozeption) von dem, was der visuelle Cortex wahrnimmt, abweicht. Diese Abweichung interpretiert das Gleichgewichtsorgan als fundamentale Störung und erzeugt eine physische Abwehrhaltung. Dieser Effekt tritt selten bei 2D-Immersion, etwa bei Computerspielen am Flachbildschirm, auf, häufig dagegen beim Einsatz von VR-Brillen.
Die Hersteller der Software für diese Geräte geben den Grad der Immersion und damit die Wahrscheinlichkeit des Auftretens der VR-Krankheit für die jeweiligen Anwendungen an. Um den unerfahrenen Anwender langsam an die Virtuelle Welt heranzuführen, setzen einige Entwickler Modi ein, die an einen Tunnelblick erinnern, also an eine Einschränkung des 360°-Raums.
VR-Applikationen mit starken Kamerabewegungen (etwa bei einem Ego-Shooter- oder Achterbahnspiel) führen zu stärkeren körperlichen Irritationen als solche mit statischer Kamera. Kamerafahrten nach vorn und oben verunsichern weniger als Fahrten nach hinten und unten.
Ersten Studien zufolge haben mehr als die Hälfte der VR-Anwender schon einmal Unwohlsein bei der Benutzung einer VR-Brille erlebt. Ob dieses Phänomen unter den Geschlechtern unterschiedlich auftritt, wird zurzeit noch kontrovers diskutiert, wobei Indikatoren darauf hinweisen, dass Männer weniger empfindlich für VR-Übelkeit als Frauen sind. Kinder leiden mehr darunter als Erwachsene. Die Effekte verringern sich unter Umständen erst Stunden nach Beendigung des VR-Erlebnisses. Über nachhaltige Schädigungen ist nichts bekannt. Die Hersteller raten zu einem mäßigen Gebrauch (typischerweise unter einer halben Stunde pro Tag) und weisen auf einen Gewöhnungseffekt hin: Wer sich langsam in die VR-Welt einführt, wird weniger mit VR-Krankheit zu kämpfen haben.